# 声…沈黙…
12楽章の交響曲《声…沈黙…》（ドイツ語: Stimmen... Verstummen...（原題）- Symphony in 12 Movements, ロシア語: Слышу... Умолкло..., 英語: Voices...Silence...）は、ロシア人作曲家ソフィア・グバイドゥーリナが1986年に作曲した管弦楽とオルガンのための交響曲である。
1987年のベルリン芸術週間で初演された。
献呈者はロシア人指揮者ゲンナジー・ロジェストヴェンスキーである。

## 編成
フルート4本(ピッコロ、アルトフルート持ち替え), オーボエ2本, クラリネット4本(Es管クラリネット, バスクラリネット, アルトサックス持ち替え), ファゴット3本, コントラファゴット, ホルン4本, トランペット3本，トロンボーン4本, テューバ, パーカッション4人, ハープ2台, チェレスタ, オルガン, 弦五部

## 構成
副題にも示されているように、12楽章からなり、それぞれローマ数字で表記されている。演奏時間は42分。
- I
- II
- III
- IV
- V
- VI
- VII
- VIII
- IX　第9楽章はほとんど無音で、パフォーマンスのみによって、口がきけなくなった状態を表す。
- X
- XI
- XII